# Andrej Kiriljenko
Andrej Genađevič Kiriljenko (ruski: Андрей Геннадьевич Кириленко; Iževsk, 18. veljače 1981.) ruski je profesionalni košarkaš. Igra na poziciji niskog krila, a može igrati i krilnog centra. Trenutačno je član NBA momčadi Utah Jazza. Izabran je kao u 1. krugu (24. ukupno) NBA drafta 1999. od strane istoimene momčadi.

## Životopis
Kiriljenko je rođen u Iževsku, glavnom gradu Udmurtije u Ruskoj Federaciji, ali je odrastao u Sankt Peterburgu. Njegova žena Masha, pjevačica je i kćer bivšeg ruskog reprezentativca Andreja Lopatova. Također ima brata Fjodora. 

### Europa
18. siječnja 1997., Kiriljenko je postao najmlađim igračem koji je zaigrao u ruskoj Superligi. U debiju za Spartak Sankt-Peterburg postigao je tri poena protiv Spartak Moskve. Kiriljenko nakon samo godinu dana provedenih u Spartaku napušta klub i odlazi u CSKA Moskvu. U prvoj sezoni u CSKA osvaja naslov ruskog prvaka i izabran je na rusku All-Star utakmicu. Na All-Staru je još nastupio i pobijedio na natjecanju u zakucavanju. 
S 18 godina i 132 dana, Kiriljenko je postao najmlađim europskim igračem koji je izabran na NBA draftu. Draftiran je od strane Utah Jazza kao 24. izbor NBA drafta 1999. godine. Međutim, sljedeće dvije sezone ostao je u CSKA Moskvi. U sezoni 1999./00. pomogao je klubu osvojiti prvi naslov Istočno europske košarkaške lige i drugu godinu zaredom naslov ruskog prvaka. 23. travnja 2000. po drugi puta u karijeri izabran je na rusku All-Star utakmicu. Ponovo je nastupio na natjecanju u zakucanju i iako je bio glavni favorit u osvajanju natjecanja, Kiriljenko je na kraju završio na drugom mjestu iza Harolda Deana iz Lokomotive Mineralnye Vodya.

### NBA
Kiriljenko se u sezoni 2001./02. pridružio Utah Jazzu. Izabran je u NBA All-Rookie prvu petorku. Prometnuo se u jednoj od ponajboljih mladih igrača i obrambenih igrača NBA lige. Kao rezerva biran je na NBA All-Star utakmicu u Los Angelesu 2004. godine. U sezoni 2003./04. bio je treći bloker i četvrti "kradljivac" lige, time postavši tek drugim igračem u povijesti NBA lige koji su bili među najboljih pet u obje kategorije (David Robinson bio je prvi bloker i peti kradljivac lige u sezoni 1991./92.) 
Nakon što se 2003. John Stockton umirovio i Karl Malone napustio Utah te otišao u Los Angeles Lakerse, Kiriljenko je postao vođom momčadi. Odigrao je 78 utakmica (od mogućih 82) i predvodio momčad do omjera 42-40. Utah Jazz je zbog jedne utakmice (jedna pobjeda za ulazak u doigravanje) propustio doigravanje, te su završili na 9. mjestu na Zapadnoj konferenciji iza Denver Nuggetsa. Kiriljenko je u glasovanju za obrambenog igrača godine završio na petom mjestu, dok je u glasovanju za igrača koji je najviše napredovao završio na četvrtom mjestu. Dobio je priznanje u All-Defensive drugu petorku, te je predvodio Jazzere u mnogim statističkim kategorijama: poenima, skokovima, blokadama, ukr. loptama i slob. bacanjima. 
Sredinom sezone 2004./05. u utakmici protiv Washington Wizardsa ozljedio je desni zglob ruke, zbog čega je propustio ostatak sezone. Usprkos tome što je odigrao samo 41 utakmicu, Kiriljenko je ponovo bio najbolji bloker lige i izabran je u All-Defensive drugu petorku. U sezoni 2005./06. još je jednom bio ponajbolji bloker i obrambeni igrač lige. 26. travnja 2006. u porazu Utaha od Sacramento Kingsa 91:89, upisao je svoj drugi triple-double sezone i 10 blokada, što mu je rekord karijere. Kirilenko je, naime, utakmicu završio s 15 poena, 14 skokova, tri asistencije i 10 blokadi. Na kraju sezone izabran je u All-Defensive prvu petorku. U prosjeku je postizao 15.3 poena, 8 skokova, 4.3 asistencija, 1.5 ukr. lopti i 3.2 blokade po utakmici. 
Sezona 2006./07. za Kiriljenka je bila najslabija u karijeri. Često se nalazio pod kritikama trenera Utah Jazza Jerryja Sloana, a bilježio je slabije brojke čak i od onih u rookie sezone. Tome ga je čak njegov suigrač Deron Williams kritizirao da je neradnik. U prosjeku je postizao 8.3 poena i 4.7 skokova po utakmici. Kiriljenko je želio otići iz Utaha jer nije bio zadovoljan sistemom trenera Jerryja Sloana i svojom ulogom u momčadi. Nakon što je razgovarao s generalnim menadžerom kluba Kevinom O’Connorom i rekao da želi otići, no od uprave kluba nije dobio negativan ni pozitivan odgovor.
Iako je izjavio da želi biti mijenjan u bilo koju drugu NBA momčad samo da ne ostane u Utah Jazzu, ali je Kiriljenko i sljedeće sezone ostao u rosteru kluba. U sezoni 2007./08. popravio je sve važnije statističke brojke u odnosu na prošlu sezonu i prosječno postizao 11 poena, 4.7 skokova, 4 asistencije, 1.2 ukr. lopte i 1.5 blokada po utakmici. Najviše je popravio svoj šut za tricu koji je s loših 21% popravio na rekordnih 38%.

## Ruska reprezentacija
Na Europskom prvenstvu u Španjolskoj 2007. godine predvodio je rusku košarkašku reprzentaciju do zlatne medalje. Proglašen za najboljeg igrača Europskog prvenstva, a uz tu nagradu mu je pripalo i mjesto u najboljoj petorci prvenstva. Tijekom cijelog natjecanja imao je prosjek od 18 poena, 8 skokova, 2.4 asistencije, te 1.6 blokada po utakmici.

## NBA statistika

### Regularni dio
| Godina    | Klub | Odig. uta. | Uta. poč. | Min. | 2P%  | 3P%  | Sl. bac.% | Skok. | Asist. | Ukr. lop. | Blok. | Poena |
| --------- | ---- | ---------- | --------- | ---- | ---- | ---- | --------- | ----- | ------ | --------- | ----- | ----- |
| 2001./02. | Utah | 82         | 40        | 26.2 | .450 | .250 | .768      | 4.9   | 1.1    | 1.4       | 1.9   | 10.7  |
| 2002./03. | Utah | 80         | 11        | 27.7 | .491 | .325 | .800      | 5.3   | 1.7    | 1.5       | 2.2   | 12.0  |
| 2003./04. | Utah | 78         | 78        | 37.1 | .443 | .338 | .790      | 8.1   | 3.1    | 1.9       | 2.8   | 16.5  |
| 2004./05. | Utah | 41         | 37        | 32.9 | .493 | .299 | .784      | 6.2   | 3.2    | 1.6       | 3.3   | 15.6  |
| 2005./06. | Utah | 69         | 63        | 37.7 | .460 | .308 | .699      | 8.0   | 4.3    | 1.5       | 3.2   | 15.3  |
| 2006./07. | Utah | 70         | 70        | 29.3 | .471 | .213 | .728      | 4.7   | 2.9    | 1.1       | 2.1   | 8.3   |
| 2007./08. | Utah | 72         | 72        | 30.8 | .506 | .379 | .770      | 4.7   | 4.0    | 1.2       | 1.5   | 11.0  |
| 2008./09. | Utah | 67         | 10        | 27.3 | .449 | .274 | .785      | 4.8   | 2.6    | 1.2       | 1.1   | 11.6  |
| Ukupno    |      | 559        | 381       | 31.0 | .467 | .308 | .764      | 5.8   | 2.8    | 1.4       | 2.2   | 12.5  |
| All-Star  |      | 1          | 0         | 12.0 | .333 | .000 | .000      | 1.0   | .0     | .0        | 1.0   | 2.0   |

### Doigravanje
| Godina    | Klub | Odig. uta. | Uta. poč. | Min. | 2P%  | 3P%  | Sl. bac.% | Skok. | Asist. | Ukr. lop. | Blok. | Poena |
| --------- | ---- | ---------- | --------- | ---- | ---- | ---- | --------- | ----- | ------ | --------- | ----- | ----- |
| 2001./02. | Utah | 4          | 4         | 30.5 | .393 | .000 | .813      | 3.8   | 1.0    | 1.8       | 2.5   | 8.8   |
| 2002./03. | Utah | 5          | 0         | 29.0 | .419 | .143 | .875      | 4.8   | 1.4    | .6        | 2.0   | 11.6  |
| 2006./07. | Utah | 17         | 17        | 31.0 | .447 | .333 | .785      | 5.2   | 2.6    | .9        | 2.3   | 9.6   |
| 2007./08. | Utah | 12         | 12        | 32.3 | .447 | .227 | .714      | 3.4   | 2.5    | 1.5       | 1.7   | 11.0  |
| 2008./09. | Utah | 5          | 3         | 27.2 | .468 | .200 | .714      | 2.8   | 2.0    | 2.2       | .6    | 11.0  |
| Ukupno    |      | 43         | 36        | 30.6 | .442 | .213 | .779      | 4.3   | 2.2    | 1.3       | 1.9   | 10.3  |

## Vanjske poveznice
- (rus.) (engl.) Službena stranica
- Profil na NBA.com
- Profil na ESPN.com
- Profil  Arhivirana inačica izvorne stranice od 5. travnja 2013. (Wayback Machine) na Basketball-Reference.com